# 생생토크
생생토크는 매주 금요일 오전 8시 25분에 아침마당에서 방송된 텔레비전 프로그램이다.

## 기획 의도
시청자들이 충분히 공감하는 다양한 주제로 이야기를 나누는 텔레비전 프로그램이다.

## 방송 회차

### 2005년
```
20051230    <선택! 생생토크>
20051223    <선택! 생생토크>
20051216    <선택! 생생토크>
20051209    <선택! 생생토크>
20051202    <선택! 생생토크>
20051125    <선택! 생생토크>
20051118    <선택! 생생토크 - 노후 문제는 부모님이 알아서 하세요?>
20051111    <선택! 생생토크>
20051104    <선택! 생생토크 - 남편의 바람, 용서해야 하나요?>
20051028    <생생토크>
20051021    <생생토크>
20051014    <생생토크>
20051007    <생생토크 - 며느리가 친딸 같다구요?>
20050930    <선택! 생생토크 - 내 남편도 외로운 추남(秋男)?>
20050923    <선택! 생생토크 - 이 나이에 내가 애를 보랴?>
20050916    <선택! 생생토크 - 명절, 이젠 우리도 웃고싶다!>
20050909    <선택! 생생토크 - 결혼준비, 너희들 야무진 건 알겠다만...>
20050902    <선택! 생생토크 - 주 5일제, 이틀씩이나 놀자니>
20050826    선택! 생생토크
20050819    선택! 생생토크 <소심한 남편 VS 통 큰 아내>
20050812    <선택! 생생토크> 우리도 사랑(?)하게 해주세요!
20050805    <선태! 생생토크> 부부싸움 잘~ 합시다!?
20050729    선택! 생생토크 < 마님과 삼돌이가 만났어요! - 2005 결혼방정식>
20050722    선택! 생생토크 - <아줌마가 변한다고요?>
20050715    선택! 생생토크 - <다시 부는 계모임 열풍~>
20050708    선택! 생생토크 - <여자가 무슨 술이야?>
20050701    선택! 생생토크 - <돈 타쓰는 게 너무 힘들어!>
20050624    선택! 생생토크 - <설마, 믿었던 당신이...>
20050617    선택! 생생토크 - <사돈, 가까울수록 좋다?>
20050610    선택! 생생토크 - <다시 태어나도 당신과 결혼을?>
20050603    선택! 생생토크
20050527    선택! 생생토크
20050513    선택! 생생토크
20050506    선택! 생생토크 - <살림해주고! 눈치보고?>
20050429    선택! 생생토크 - <아내가 무서워요>
20050422    선택! 생생토크 - <결혼식! 이런게 정말 싫다~>
20050415    선택! 생생토크 - <아내의 봄~바람!>
20050408    선택! 생생토크 - <한 이불 속 두 나라?>
20050401    선택! 생생토크 - <여자끼리 친구가 없다?>
20050325    선택! 생생토크 - <중년성형은 무죄?>
20050318    선택! 생생토크
20050311    선택! 생생토크 - <늙으면 애가 된다구요?(세대차이)>
20050304    선택! 생생토크 - <이모는 가깝고 고모는 멀고?>
20050225    선택! 생생토크 - <당신! 왜 파람피워?>
20050218    선택! 생생토크 - <남기고 싶은 말한마디, 유언!>
```

### 2006년
```
20061229    <선택!생생토크> "여보, 액땜한 셈 칩시다!"
20061222    <선택!생생토크>당신은 세상이 내게 준 선물
20061215    <선택!생생토크>“당신, 사랑이 식은 거야?”
20061208    <선택!생생토크>"행복을 돈으로 살 수 있을까?"
20061201    <선택!생생토크>'그럴 수도 있지...'
20061124    <선택!생생토크>자녀 성적표가 엄마 인생의 성적표?
20061117    <선택!생생토크>그래 가지고 부자 되겠어?
20061110    <선택!생생토크>남자는 왜 "오빠" 소리를 좋아할까?
20061103    <선택!생생토크>왜 나만 우울한 걸까?
20061027    <선택!생생토크>내 인생의 NG
20061020    <선택!생생토크>'부모 VS 자식' 이상형 어떻게 다를까?
20061013    <선택 생생토크> 남자는 왜 여자의 슬픔에 둔감할까?
20060929    <선택!생생토크>말을 잘 안듣는 남편 VS 지도를 못 읽는 아내
20060922    <선택!생생토크> "남자만 가을을 타나요?"
20060915    <선택!생생토크>
20060908    <선택!생생토크> 유쾌하게 나이 드는 법
20060901    <선택!생생토크> 내 꿈이 뭐였더라?
20060825    <선택!생생토크>여성 42%, "내 명의 재산없다"
20060818    <선택!생생토크>
20060811    <선택!생생토크>
20060804    <선택!생생토크>
20060728    <선택!생생토크>곰같은 아내 VS 여우같은 아내
20060721    <선택!생생토크> '열아홉 순정'만 순정?
20060714    <선택 생생토크> 싱글이 부러울 때
20060707    <선택 생생토크>
20060630    <선택 생생토크>
20060623    <선택 생생토크>
20060616    <선택 생생토크>
20060609    <선택 생생토크>
20060602    <선택 생생토크>
20060519    <선택! 생생토크>
20060512    <선택! 생생토크>
20060505    <선택! 생생토크>
20060421    <선택! 생생토크>
20060414    <선택! 생생토크>
20060407    <선택! 생생토크> 아내가 돈 관리하면 부자 된다?
20060331    <선택! 생생토크>
20060324    <선택! 생생토크> 따지기 좋아하는 아내 vs 대충 넘어가는 남편
20060317    <선택! 생생토크> 부자 되고 싶으세요?
20060310    <선택! 생생토크> 부부싸움, 수명을 단축한다?
20060303    <선택! 생생토크> 늙어서 돈 없으면 더 서럽다!
20060224    <선택! 생생토크> 혈액형을 알면 성격이 보인다구요?
20060217    <선택! 생생토크>
20060210    <선택! 생생토크>
20060203    <선택! 생생토크>
20060127    <선택! 생생토크>
20060120    <선택! 생생토크>
20060113    <선택! 생생토크>
20060106    <선택! 생생토크>
```

### 2007년
```
20071228    <선택 생생토크> 사람이 꽃보다 아름다워
20071221    <선택 생생토크> "그새를 못 참아서..."
20071214    <선택 생생토크> "여보, 꿀물 좀 타 줘"
20071207    <선택 생생토크> 슬픔에도 유효기간이 있을까?
20071123    <선택 생생토크> 밤에는 왜 여자가 예뻐 보일까?
20071116    <선택 생생토크> 아들 키우는 재미 VS 딸 키우는 재미
20071109    <선택 생생토크> 이제와 새삼 이 나이에
20071102    <선택 생생토크> 며느릿감이 눈에 안 찬다?
20071026    <선택 생생토크> 귀가 얇아서...
20071012    <선택 생생토크> 사랑받지 못하는 성격, 따로 있다?
20071005    <선택 생생토크> 아침은 얻어먹고 다니십니까?
20070928    <선택 생생토크> 어느 쪽이 더 힘들까? 간섭 VS 무관심
20070914    <선택 생생토크> 긁어 부스럼
20070824    <선택 생생토크>
20070817    <선택 생생토크> 남의 떡이 더 커 보인다?
20070810    <선택 생생토크> "여보, 우리 뭐 하고 놀지?"
20070803    <선택 생생토크> 핑계 없는 무덤 없다?
20070727    <선택 생생토크> '연하남'이 좋은 다섯 가지 이유
20070720    <선택 생생토크>
20070713    <선택 생생토크> 말이 씨가 된다?
20070706    <선택 생생토크> "여보, 나 점 뺄까?"
20070629    <선택 생생토크> "길고 짧은 건..."
20070622    <선택 생생토크> < 수다스러운 여자가 성공한다?>
20070615    <선택 생생토크> "열 길 물속은 알아도..."
20070608    <선택 생생토크> 남이 하면 불륜, 내가 하면 로맨스
20070601    <선택 생생토크> 솔직하면 손해본다?
20070525    <선택 생생토크>
20070518    <선택 생생토크> 왠지 궁합이 안 맞아...
20070511    <선택 생생토크>
20070504    <선택 생생토크> 꼬리가 길면 잡힌다?
20070427    <선택 생생토크>도무지 알 수 없는 남자의 언어 VS 여자의 언어
20070420    <선택 생생토크>
20070413    <선택 생생토크> 봄, 헤어진 옛 사랑이 그립다...
20070330    <선택 생생토크> "그놈의 술 때문에..."
20070323    <선택 생생토크>
20070316    <선택 생생토크>
20070302    <선택 생생토크>
20070223    <선택 생생토크> 외로움, 치매 재촉한다?
20070216    <선택 생생토크>
20070209    <선택 생생토크> "질투하는 언니, 시기하는 동생"
20070202    <선택 생생토크> 나도 이럴 땐 외모 바꾸고 싶다
20070126    <선택 생생토크> 쉽게 상처받는 성격
20070119    <선택 생생토크> 신년기획 "부자되세요!" 제3편-"다 쓰고 죽어라"
20070112    <선택 생생토크> 신년기획 "부자되세요!" 제2편-"가난해도 부자의 줄에 서라"
20070105    <선택 생생토크> 신년기획 "부자되세요!" 제1편-"오래 산다는 건 축복일까?"
```

### 2008년
```
20081226    <생생토크> "아줌마, 등 좀 밀어주세요..."
20081219    <생생토크> "당신, 나보다 친구가 더 중요해?"
20081212    <생생토크>"전세 얻어주세요... 그런데 모시지는 못해요."
20081205    <생생토크> "여보, 잠 좀 잡시다."
20081128    <생생토크> 남자들은 왜 애교에 약할까?
20081121    <생생토크> "그래도 우리 어머니 유언인데..."
20081114    <선택 생생토크> 미운 정 고운 정
20081107    <선택 생생토크> 인생은 짧다?
20081031    <선택 생생토크> "그건 집안 내력이라서..."
20081024    <선택 생생토크> 아내의 늦은 귀가
20081017    <선택 생생토크> 남편이 등을 돌릴 때
20081010    <선택 생생토크> 여자들은 왜 키 큰 남자를 좋아할까?
20081003    <선택 생생토크> "당신은 왜 점점 아버님을 닮아가?"
20080926    <선택 생생토크> 남자는 왜 첫사랑을 못 잊을까?
20080919    <선택 생생토크> 내 남자에게서 낯선 여자의 향기가...
20080912    <선택 생생토크> 부모님 용돈, 시댁 VS 친정
20080905    <선택 생생토크> 만지지 않으면 사랑이 아니다?
20080829    <선택 생생토크> "남자는 뭘 몰라."
20080822    <선택 생생토크> "혈액형이 뭐세요?"
20080808    <선택 생생토크> '삼시 세 끼', 지겨워...
20080801    <선택 생생토크> 여자나 남자나 숨길 수 없는 몇 가지
20080725    <선택 생생토크>  여자가 돈 안 내는 이유
20080718    <선택 생생토크> "저리 가, 더워!"
20080704    <선택 생생토크> "그 나이에 웬 주책이냐구요?"
20080627    <선택 생생토크> 아부의 기술
20080620    <선택 생생토크> 한 이불 덮고 주무세요?
20080613    <선택 생생토크> "우린 너무 일찍 결혼했어요."
20080606    <선택 생생토크> 죽기 전에 꼭 해봐야 할 것들
20080530    <선택 생생토크> "며느리 늙은 게 시어미여..."
20080523    <선택 생생토크> 거절의 기술
20080516    <선택 생생토크> 나도 늙나 봐...
20080502    <선택 생생토크> 다정도 병이라더니...
20080425    <선택 생생토크> 족발 뜯는 당신이 더 예뻐
20080418    <선택 생생토크> 그는 얼마 만에 날 잊을까?
20080411    <선택 생생토크> 내 아들의 여자친구
20080404    <선택 생생토크> 우리 부부는 전생에 어떤 관계였을까?
20080328    <선택 생생토크> 아줌마들은 왜 했던 말을 또 할까?
20080321    <선택 생생토크> 마음 속 외도
20080314    <선택 생생토크> 유행따라 사는 것도 제멋이지만
20080307    <선택 생생토크> 남자도 이럴 때 집 나가고 싶다
20080125    <선택 생생토크> "당신, 표정이 왜 그래?"
20080118    <선택 생생토크> "그거 별 거 아니야..."
20080104    <선택 생생토크>
```

### 2009년
```
20091225    <생생토크> 내 인생 최고의 선물
20091218    <생생토크> 제대로 놀 줄도 모르면서...
20091211    <생생토크> 여자가 밥하기 싫을때...
20091204    <생생토크> "모르면 가만히 있어!"
20091127    <생생토크> 아픈 것도 서러운데...
20091120    <생생토크> 동서사이에 하지 말아야 할 네 가지 말들
20091113    <생생토크> 길치 vs 눈치
20091106    <생생토크> 남자가 화장품을 바꿀 때
20091030    <생생토크> 여보, 나 뭐 보고 결혼했다고?
20091023    <생생토크> "새댁, 하고 싶은 거 있으면 그때그때 하고 살아..."
20091016    <생생토크> 소리를 지르면 화가 풀릴까?
20091009    <생생토크> 여자의 비밀, 이틀 못 간다?
20091002    <생생토크> 추석기획 - 우리 가족 최고!
20090925    <생생토크> 부부, 건강하려면 침대 따로 써라?
20090918    <생생토크> 할머니 치맛바람 더 무섭다?
20090911    <생생토크> "천성이 어디 그리 쉽게 변하나요?"
20090904    <생생토크> "내숭떠는 여자가 사랑받는 이유"
20090828    <생생토크> "어른들은 밥 잘 먹는 남자를 왜 좋아할까?"
20090821    <생생토크> "누군들 자기 인생이 마음에 들까..."
20090814    <생생토크> 남자의 질투가 더 무섭다?
20090807    <생생토크> "나이 들수록 사는 게 재미없는 이유는?"
20090731    <생생토크> 부부, 놀러가서 왜 싸워?
20090724    <생생토크> 몸보신, 남자만 하란 법 있나요?
20090717    <생생토크> 제헌절 기획 - "존엄사, 어떻게 생각하십니까?"
20090710    <생생토크> 남자가 먼저 사과 할 용기도 없어?
20090703    <생생토크> "흰머리 하나 뽑는데 500원"
20090626    <생생토크> 아들의 여자 친구, 마음에 안 드는 이유
20090619    <생생토크> 친정 엄마는 무슨 죄?
20090612    <생생토크> 아침형 인간 vs 올빼미형 인간
20090605    <생생토크> "아내가 무서울 때..."
20090529    <생생토크> "치유하는 힘, 긍정" - 문용린 교수 -  
20090522    <생생토크> "장모 눈치 보느라..."
20090515    <생생토크> "살림에 소질 없는 아내 때문에..."
20090508    <생생토크> "어머니가 즐겨 부르시던 노래"
20090501    <생생토크> 첫눈에 반해 결혼했더니...
20090424    <생생토크> 댁의 남편, 집에 있으세요?
20090417    <생생토크> 여자들은 왜 자꾸 확인하려 하는 걸까?
20090410    <생생토크> "자세한 건 만나서 얘기해..."
20090403    <생생토크> 겉과 속이 다른 내 남편
20090327    <생생토크> 우리 집의 두 남자, 남편과 아들
20090320    <생생토크> "난 괜찮으니까, 혼자 갔다 와"
20090313    <생생토크> 몸만 오라는 어머님과 신랑, 그걸 믿어?
20090306    <생생토크> "당신 왜 그래? 아마추어같이..."
20090227    <생생토크> "식성 까다로운 당신 때문에..."
20090220    <생생토크> 말끝마다 자식자랑
20090213    <생생토크> 예쁜 남자, 강한 여자
20090206    <생생토크> "당신, 언제 철들어요?..."
20090130    <생생토크> "당신, 내 말이 건성으로 들려요?"
20090123    <생생토크> 시친며, 시어머니 친구 며느리는...
20090116    <생생토크> "엄마는 지금 나이가 몇인데..."
20090109    <생생토크> "당신, 가계부 좀 쓰지 그래"
```

### 2010년
```
20101224    <생생토크> 나이가 들면 정말 행복할까?
20101217    <생생토크> 목소리도 늙는다?
20101210    <생생토크> 가족과 식사 시간 하루 37분 안 돼...
20101203    <생생토크> 사랑이 메마른 부부, 말없이 메모지로만...
20101126    <생생토크>우리가 잊고 사는 것들
20101119    <생생토크> 부모님의 재혼은 어떻게?
20101029    <생생토크> 아장아장 걸음마가 엊그제 같은데...
20101022    <생생토크> 아들에게 여자친구가 생겼을 때
20101015    <생생토크> 설움이 알알이 맺힐 때
20101008    <생생토크> 권태기에 극복하는 법
20101001    <생생토크> 가풍이 달라서...
20100917    <생생토크> "어머니, 제발 가만히 계세요."
20100910    <생생토크> 자식 겉 낳지 속 못 낳는다?
20100827    <생생토크> 엄마의 입버릇...
20100820    <생생토크> 왜 남자는 여자의 말을 못 들은 척 할까?
20100813    <생생토크> 부모가 자식에게 해서는 안 될 말 10가지
20100806    <생생토크> 구미호는 왜 인간이 되려 할까?
20100730    <생생토크> 남편보다 더 오래 살아야 하는 이유
20100723    <생생토크> "여자는 피부에 좋다고 하면 다 먹어?"
20100716    <생생토크> 도무지 봐줄 수 없는 남편의 어리광
20100709    <생생토크> 봐주자니 힘에 부치고 안 봐주자니...
20100702    <생생토크> 모자싸움 VS 부녀싸움
20100618    <생생토크> 처복 VS 남편복
20100611    <생생토크> 내 아내가 '꽃중년'에게 열광하는 이유
20100604    <생생토크> 나이들면 왜 '간'을 못 맞출까?
20100528    <생생토크> 여자가 밥사게 하려면...
20100514    <생생토크> 아줌마 기억력 VS 아저씨 기억력
20100507    <생생토크> 어려운 자식 vs 만만한 자식
20100430    <생생토크> 버릴 것과 가질 것
20100423    <생생토크> 무심한 척, 관심 없는 척
20100416    <생생토크> 내 인생의 세 고비
20100409    <생생토크> 착한 끝, 있다? 없다?
20100402    <생생토크> 인생 후반전, 평생 현장에서 살자
20100326    <생생토크> 우리 엄마같은 여자를 찾습니다
20100319    <생생토크> 목소리는 거짓말을 하지 않는다?
20100312    <생생토크> 모든게 당신 입맛대로...
20100226    <생생토크> 남자는 사소한 것에 목숨건다. 여자는?
20100219    <생생토크> 남자는 사소한 것에 목숨건다. 여자는?
20100212    <생생토크> 웃으면 복이 와요
20100205    <생생토크> 참을 수 없는 식탐때문에...
20100129    <생생토크> 말싸움, 남자가 여자에게 밀리는 3가지 이유
20100122    <생생토크> 늙어서도 대접받으려면?
20100115    <생생토크> 여자 4시간 3분 VS 남편 34분
20100108    <생생토크> 시어머니 참견 VS 무관심
```

### 2011년
```
20111230    <생생토크> 女姓, 가족의 중심 "내 인생은 나의 것"
20111223    <생생토크> 지금 알고 있는 것을 그때도 알았더라면
20111216    <생생토크> 우리는 왜 사소한 것에 집착하는가?
20111209    <생생토크> 늙어가는 남편
20111202    <생생토크> 남편이 싫어하는 아내의 부탁 5가지
20111125    <생생토크> 세월이 이따금 나에게 묻는다
20111118    <생생토크> 부부사이에도 세대차이가 있다?
20111111    <생생토크> 나이 들수록 더 좋은 5가지
20111104    <생생토크> 내 아들보다 잘난 며느리
20111028    <생생토크> "당신 닮을까 걱정이다..."
20111021    <생생토크> "다른 집 애들은 시집 잘만 가는데..."
20111014    <생생토크> 엄마가 미안해
20111007    <생생토크> "이 나이에 뭘 또 배우라고?"
20110930    <생생토크> "아빠! 밥 줘!"
20110923    <생생토크> "아빠, 밥 줘!"
20110916    <생생토크> "늙거든 두고 보자"
20110909    <생생토크> 엄마의 전화 "나는 괜찮다"
20110826    <생생토크> 여자가 나이 들수록 변해가는 5가지
20110819    <생생토크> "당신 거기 어디야?"
20110812    <생생토크> "당신, 더워서 입맛도 없다면서..."
20110805    <생생토크> "내가 이런 사람이 아니었는데..."
20110729    <생생토크> 인생 절발쯤 왔을 때 깨닫게 되는 것들
20110722    <생생토크> 아내에게 순정하는 남자, 와이프 보이?
20110715    <생생토크> "딸아, 참고 살지 말아라?"
20110708    <생생토크> 다음 주에도 또 올 거니?
20110617    <생생토크> 60세 넘어 혼자되면 "황혼 재혼 해야지?"
20110610    <생생토크> "차라리 버리는 게 남는 거예요"
20110527    <생생토크> "당신, 자기 관리 좀 하지!"
20110513    <생생토크> 아침마당 20주년, "아침마당을 보면 행복해집니다"
20110506    <생생토크> 아들 며느리와 함께 살고 싶지 않은 이유
20110429    <생생토크> 애들 때문에 산다?
20110422    <생생토크> 돈이 효자?
20110415    <생생토크> 아내 뒤만 졸졸... - 은퇴 후 부부가 싸우는 3가지 이유 -         
20110408    <생생토크>"아프다" 입에 달고 사시는 시어머니
20110401    <생생토크> "너희 집은 왜 그래?"
20110325    <생생토크> "하룻밤만 더 자고 가라"
20110318    <생생토크> 혼수 스트레스
20110311    <생생토크> 엄마의 봄바람
20110304    <공사창립기획 생생토크> '시청자가 주인공입니다'
20110225    <생생토크> 新 고부갈등 사위 VS 장모
20110218    <생생토크> 형님, 맏이라고 다 가져가세요?
20110211    <생생토크> 그 연세에 참 대단하시다고?
20110204    <설기획 생생토크> 남편을 아들 대하듯, 아들을 남편 대하듯
20110128    <생생토크> 한국인, 죽기 전에 꼭 해야 할 5가지
20110121    <생생토크> "왜 연락도 없이 오셨어요?"
20110114    <생생토크> 홀로된다는 것
```

### 2012년
```
20121228    <생생토크> 세상에서 가장 강한 이름, 여자
20121221    <생생토크> 2012 드라마 속 '가족마당'
20121214    <생생토크> 나이 들수록 트로트가 좋아!
20121207    <생생토크> 시어머니도 며느리였잖아요
20121130    <생생토크> 시어머니의 유별난 아들사랑
20121123    <생생토크> 며늘아! 김장해야 하는데...
20121116    <생생토크> 자식 이기는 부모, 있다? 없다?
20121109    <생생토크> 딸 같은 며느리라고요?
20121102    <생생토크> 아직도 내 나이에 사랑이 남아 있네
20121026    <생생토크> 등골 휘는 자식 결혼
20121019    <생생토크> 오늘도 산에 가세요?
20121012    <생생토크> 아가, 지금 집 앞인데...
20121005    <생생토크> 그 나이에도 '오빠'소리 듣고 싶어?
20120928    <생생토크> 어머님, 추석을 부탁해요~     	   
20121026    <생생토크> 어머님, 추석을 부탁해요~     	   
20120921    <생생토크> 아이고 내가~ 콩깍지가 씌었지!
20120914    <생생토크> 자식 농사 끝도 없네!
20120907    <생생토크> 나 돈 좀 줘!
20120831    <생생토크> 댁의 남편도 우세요?
20120817    <생생토크> 잠깐만요! 아내한테 물어보고요
20120727    <생생토크> 얘야, 너희 휴가는 언제니?
20120713    <생생토크> 아빠에게 딸이 있다는 것은?
20120706    <생생토크> 깨물어 가장 아픈 손가락 따로 있다?
20120629    <생생토크> 아내의 귀가시간
20120622    <생생토크> 당신은 도대체 뭐 하나 제대로 하는 게 없어?
20120615    <생생토크> 말대답 하는 며느리 VS 말 없는 며느리
20120608    <생생토크> 나이 들면 무슨 재미로 사나?
20120601    <생생토크> 부부 싸움후, 아침 밥상 차려주는 게 어디야?
20120525    <생생토크> 자식 뒷바라지 도대체 언제까지?
20120518    <생생토크> 한국 남자들이 말귀를 못 알아듣는 이유
20120511    <생생토크> 아가, 너희 집 비밀번호 몇 번이니?
20120504    <생생토크> 당신이 듣고 싶은 호칭은? 아저씨, 아줌마 VS 오빠, 누나
20120427    <생생토크> 그걸 왜 버려? 냉장고에 있는 건 괜찮아
20120420    <생생토크> "그래, 너희도 한 번 늙어봐라"
20120406    <생생토크> 넝쿨째 글러온 가족, 당신이라면?
20120330    <생생토크> 요즘 남편의 新 칠거지악
20120323    <생생토크> 남편 밥상 VS 아들 밥상
20120316    <생생토크> 뒤끝이 있다? 없다?
20120309    <생생토크> 인생 2막, 은퇴 후 8만 시간
20120302    <생생토크> 공사창립기획 시청자와 함께해서 행복합니다
20120224    <생생토크> 알고도 속아주는 이유
20120217    <생생토크> 내 남편은 도대체 누구 편?
20120203    <생생토크> "당신, 오늘이 무슨 날인지 알아?"
20120127    <생생토크> 남자는 왜 울지 않는가?
20120120    <생생토크> "너희 언제 올 거니?'
20120113    <생생토크> 결혼 후 사랑하는 마음이 얼마나 갈까?
20120106    <생생토크> 60 넘어 번 돈이 진짜 내 돈?
```

### 2013년
```
20130531    <생생토크> 부부 500쌍에게 물었습니다. 알면서도 속는 뻔~한 거짓말
20130524    <생생토크> 30-40대 아내 1000명에게 물었습니다. 나이들며 필요한 것 세 가지
20130517    <생생토크> 며느리 1000명에게 물었습니다. 고부갈등 어떻게 푸세요?
20130510    <생생토크> 부모 1000명에게 물었습니다. 자식 뒷바라지에 부모 허리가...
20130503    <생생토크> 부모 1000명에게 물었습니다. 넌 누굴 닮아서...
20130426    <생생토크> 30-40대 아내 1000명에게 물었습니다. 여보 제발 이 말만은...
20130419    <생생토크> 30-40 주부 1000명에게 물었습니다. 사사건건 시시콜콜 우리 시어머니!
20130412    아침마당(생생토크)
20130405    <생생토크> 우리 집 보물 1호는...
20130329    <생생토크> 믿는 도끼에 발등 찍힌다
20130322    <생생토크> 내가 널 어떻게 키웠는데...
20130315    <생생토크> 여자의 봄바람은 유죄?
20130308    <생생토크> 봄이 왔네 봄이 왔어
20130301    <생생토크> '내 딸 서영이' 속 아버지와 딸
20130222    <생생토크> 이 나이에 참고 살까?
20130215    <생생토크> 당신, 오늘이 무슨 날인지 몰라?
20130208    <생생토크> 바쁘면 내려오지 말거라
20130201    <생생토크> 부부가 같이 해서 본전도 못 찾는 세 가지
20130125    <생생토크> 얘는 만만할 줄 알았는데...
20130118    <생생토크> 여든까지 온 세 살 버릇
20130111    <생생토크> 어머니, 제가 알아서 할게요
20130104    <생생토크> 한 살 더 젊게 살기
```

### 2015년
```
20151127 <생생토크>  며늘아 김장 때 바쁘면 오지 마라~! 그래도 가야해 VS 바쁘면 굳이
20151120 <생생토크>
20151113 <생생토크>
20151106 <생생토크>
20150313 <생생토크>  봄바람 불어오니 마음이 살랑살랑~
20150306 <생생토크>
20150306 <생생토크>  연로하신 부모님~ 누가 모셔야 할까?
20150306 <생생토크>  설기획 나의 살던 고향은
20150213 <생생토크>  명절~ 고부간 가장 듣기 싫은 말!
20150206 <생생토크>
20150130 <생생토크>  <2015 부부의 조건> 이런 남편/아내가 최고!
20150116 <생생토크>  부모님의 재혼! 찬성하는 것이 좋을까 말리는 것이 좋을까?
20150109 <생생토크>  자식 생각 없다는데~ 설득 VS 내버려 둬
```

## 지역 방송국 프로그램
다음 동 시간대 프로그램은 금요일 오전 8시 25분에 방송된다.
| 방송국   | 지역              | 프로그램         | 진행자         | 진행자 |
| -------- | ----------------- | ---------------- | -------------- | ------ |
| KBS 대전 | 대전광역시        | 아침마당 대전    | 김연선, 김숙경 |        |
| KBS 대전 | 세종특별자치시    | 아침마당 대전    | 김연선, 김숙경 |        |
| KBS 대전 | 충청남도          | 아침마당 대전    | 김연선, 김숙경 |        |
| KBS 광주 | 광주광역시        | KBS광주 열린마당 | 임정섭, 임진숙 |        |
| KBS 광주 | 전라남도 중북부   | KBS광주 열린마당 | 임정섭, 임진숙 |        |
| KBS 대구 | 대구광역시        | 아침마당 대구    | 진유현, 정세진 |        |
| KBS 대구 | 경상북도 중서남부 | 아침마당 대구    | 진유현, 정세진 |        |
| KBS 부산 | 부산광역시        | 아침마당 부산    | 김평래, 문혜진 |        |